# Односводчатая станция мелкого заложения

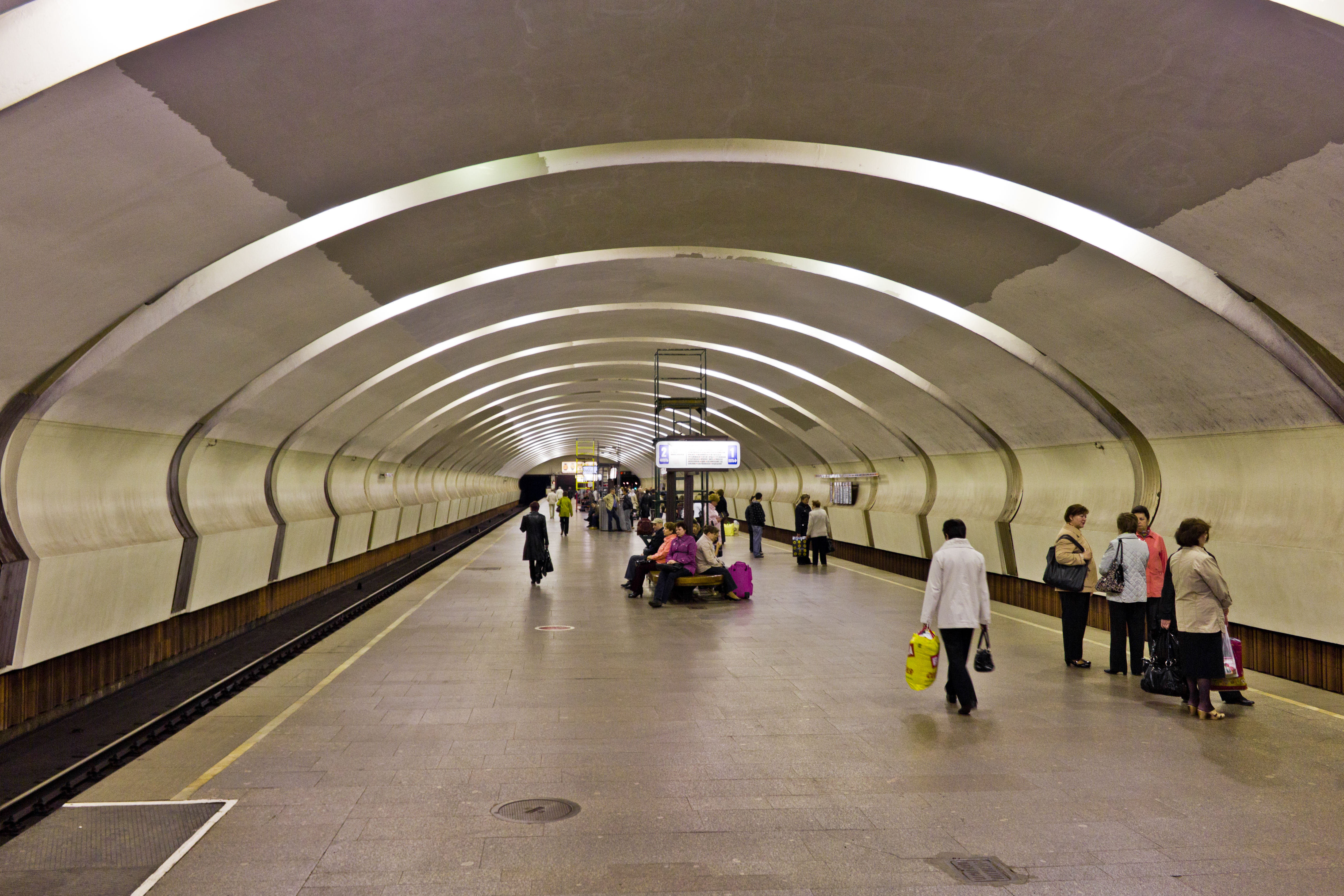
Станция «Коньково» Московского метрополитена

Односво́дчатая ста́нция ме́лкого заложе́ния — разновидность станции, при сооружении которой применяется открытый способ работ — вскрытие дневной поверхности грунта.
Односводчатая станция отличается отделкой, выполненной в виде пологого свода переменной толщины, омоноличенного с вертикальными стенами, в свою очередь связанными с лотковой железобетонной плитой основания. При наличии напорных грунтовых вод лотковая плита выполняется в виде обратного свода.

## История

### Парижский односвод
Первой односводчатой станцией в Москве была «Библиотека имени Ленина» первой очереди строительства, сооружённая закрытым многошахтным способом по индивидуальному проекту, подобно станциям Парижского метрополитена. В 1938 году из подобных конструкций, но открытым способом была сооружена станция «Аэропорт» (в отличие от «Библиотеки», где свод поддерживает сверху мостовое крепление, свод «Аэропорта» заливали в подготовительный грунт, который потом выбирали изнутри уже после его твердения). Затем последовал длительный перерыв, вызванный большой долей ручного труда, низкой степенью механизации и, как следствие, большими сроками строительства монолитных большепролётных железобетонных конструкций. Возобновление проектирования и строительства односводчатых станций мелкого заложения произошло только в конце 1960-х годов с разработкой в Харькове конструкции и типового проекта односводчатой станции, названного позднее «харьковский односвод».

### Московский односвод

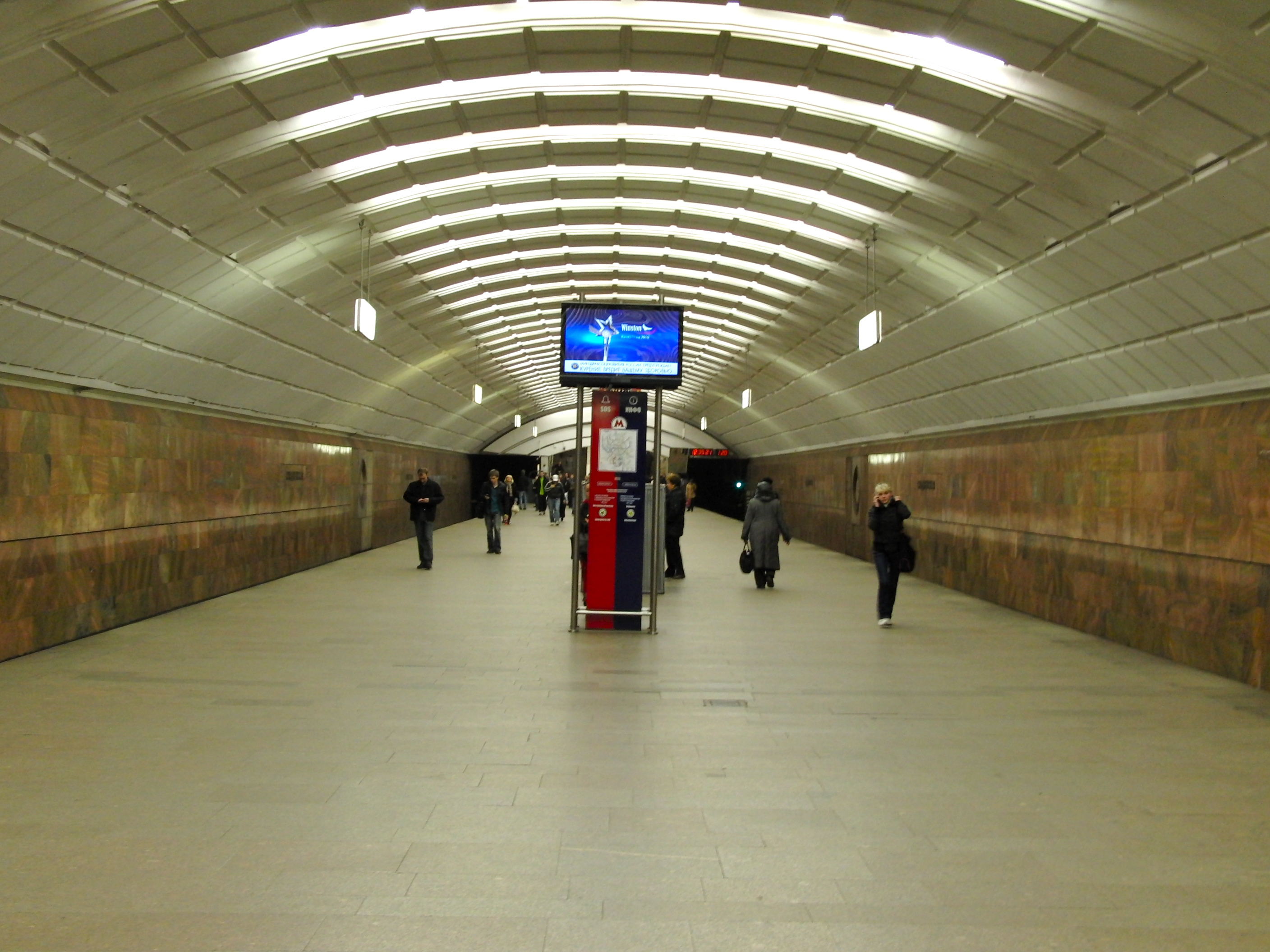
Станция Московского метрополитена, единственный пример «московского односвода» (из сборных конструкций)

Тем не менее к середине 1970-х в Москве был разработан иной проект односвода, состоявший, как и «сороконожки», из полностью сборных конструкций. Его суть заключалась в полной опоре полумонолитного свода, состоящего из тридцати заходок, на существующие крепления самого котлована, создавая тем самым эффект купола. Несмотря на значительное удешевление строительства, воплотился данный проект лишь в станции «Сходненская» Таганско-Краснопресненской линии в 1975 году, после чего был отменён и заменён на применение конструкций харьковского односвода.

### Харьковский односвод

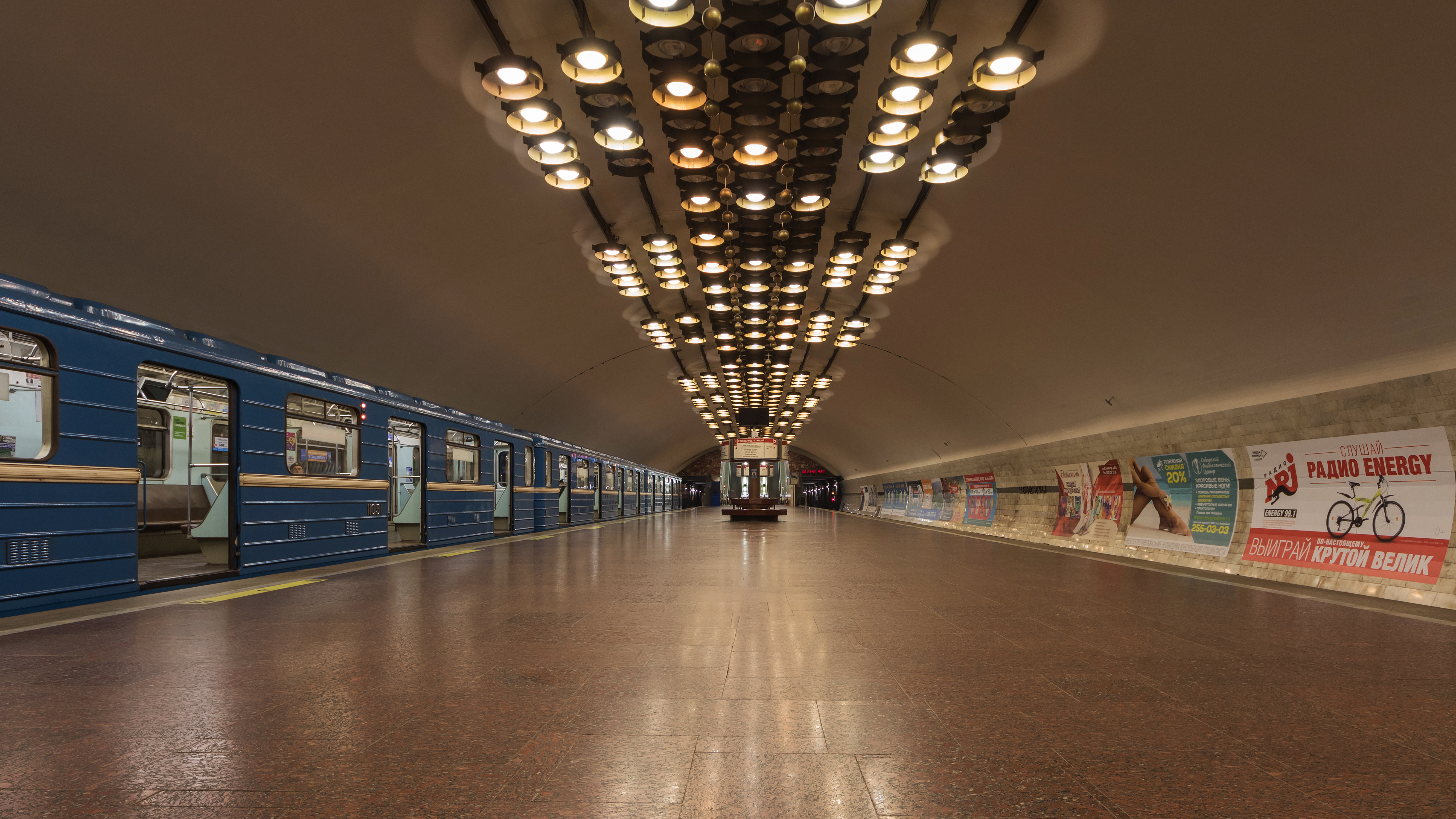
Станция «» Новосибирского метрополитена — пример современного односвода, построенного по харьковскому проекту. Виден изгиб путевых стен, формирующийся для максимальной противоопоры свода.

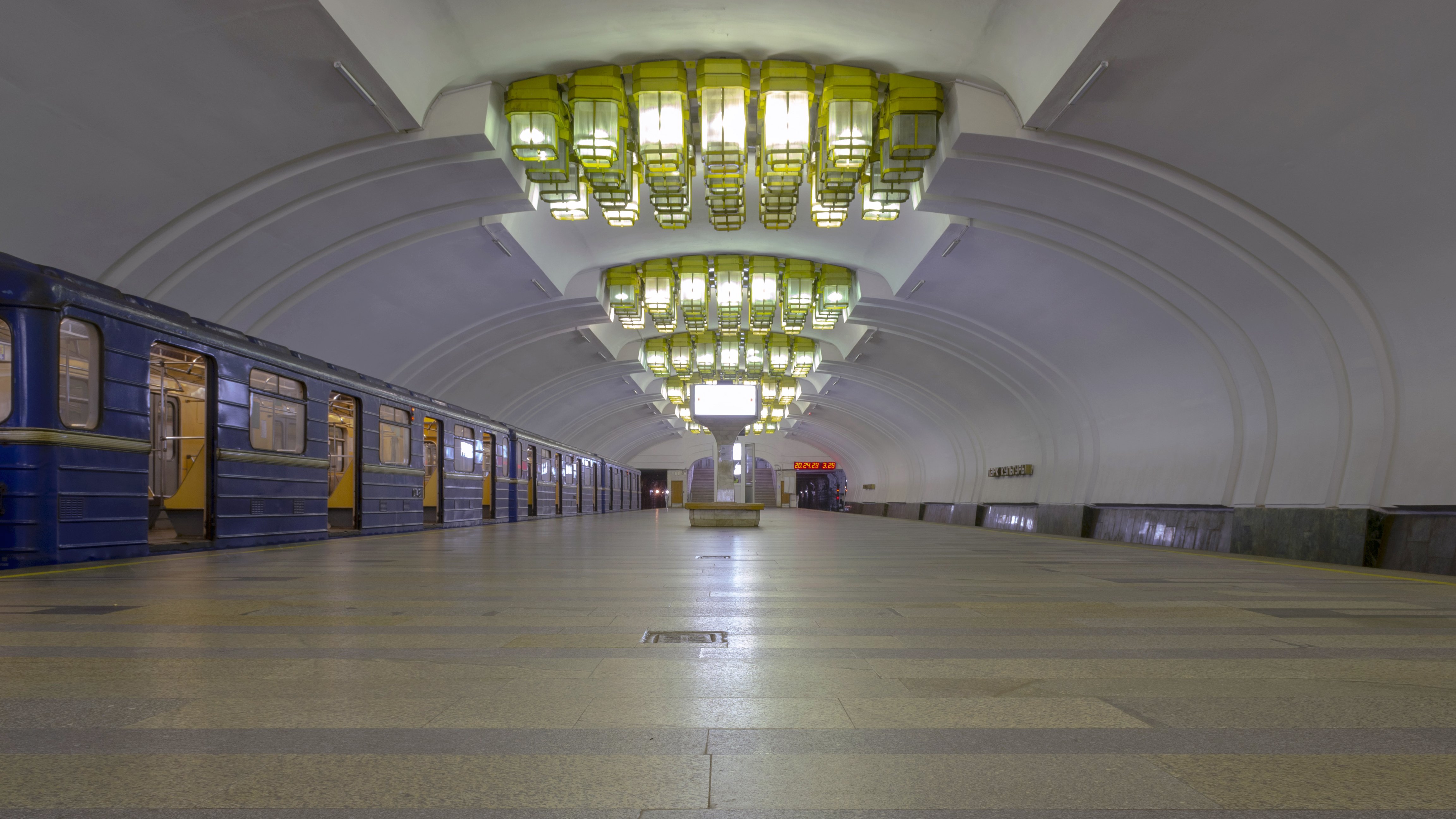
Станция «Парк культуры» Нижегородского метрополитена, пример «харьковского» односвода

Суть этого проекта — в создании противоопорных элементов на основе лотка свода с отдачей нагрузки на обе его половины, что позволяет бетонировать свод на месте, а ввозить лишь сборные укрепления. Данный тип проектировки используется и по сей день. Первой из современных «односводок» этого типа в Москве стала станция «Бабушкинская» (1978).

### Минский односвод

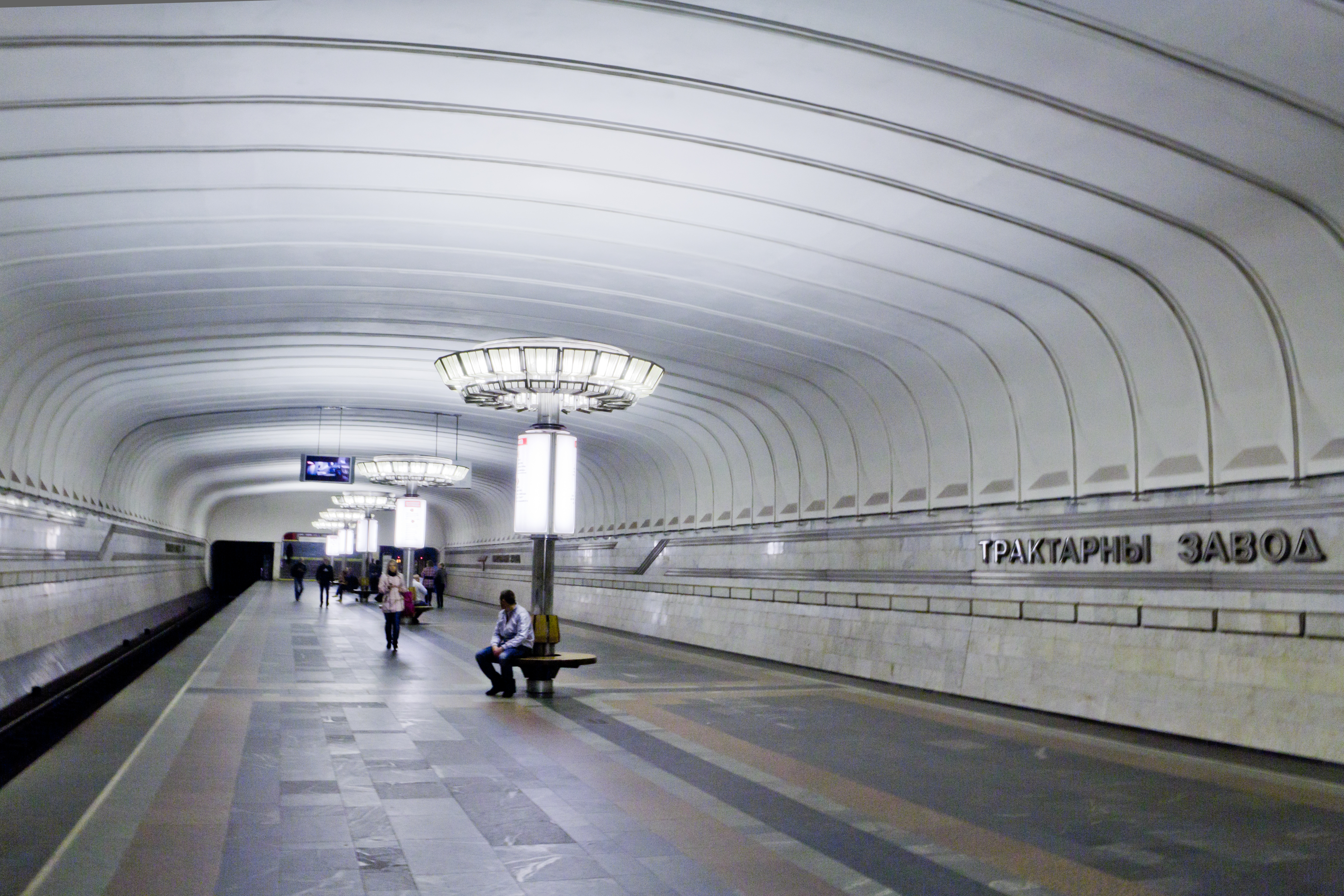
Cтанция «Тракторный Завод» Минского метрополитена, пример «минского» односвода

При строительстве Минского метрополитена была разработана новая конструкция односводчатой станции мелкого заложения, которая была выполнена из четырёх Г-образных уголковых элементов. Конструкция получила название «минского односвода», она прижилась только в Минске.
В настоящее время конструкция односводчатных станций является наиболее распространённой для всех станций мелкого заложения благодаря своей низкой стоимости (которой сегодня уступает даже стоимость строительства колонных станций мелкого заложения).

## Строительство
Основные этапы сооружения односводчатой станции мелкого заложения:
- Бетонирование лотковой части и опорных частей стен.
- Бетонирование стен, при помощи самоходной опалубки устраивается гидроизоляция стен.
- Засыпка (как правило, песком) пространства между стенами обделки и бортом котлована.
- Монтаж внутристанционных конструкций, укладка путей.
- Установка арматурных каркасов и последующее бетонирование свода станции.

При обратной засыпке свода требуется уделять повышенное внимание защите гидроизоляции свода, так как смещение грунта по наклонной поверхности свода приводит к возникновению значительных усилий, могущих привести к разрывам в гидроизоляционном слое. Примером может служить станция «Алтуфьево», внешний вид которой весьма страдает от многочисленных подтёков. Сейчас «Метрогипротрансом» ведётся разработка проекта реконструкции станции с восстановлением повреждений и усилением гидроизоляции.
Открывшиеся в 2012 году в Москве односводчатые станции «Новокосино» и «Алма-Атинская» были гидроизолированы по новой методике (геотекстильными материалами) и исключают наличие каких-либо подтёков.

## Современная ситуация
Сегодня в метрополитенах России и стран СНГ следующие станции являются односводчатыми мелкого заложения:

### Москва
- Односводчатые станции «парижского типа»:
  - «Библиотека имени Ленина» (1935),
  - «Славянский бульвар» (2008).
- Односводчатая станция «парижского типа» с модификацией проекта: «Аэропорт» (1938)
- Односводчатая станция «московского типа» с опорой свода на «стену в грунте»: «Сходненская» (1975)
- Односводчатые станции «харьковского типа»:
  - «Бабушкинская» (1978),
  - «Тульская» (1983),
  - «Нахимовский проспект» (1983),
  - «Южная» (1983),
  - «Кантемировская» (1984),
  - «Красногвардейская» (1985),
  - «Коньково» (1987),
  - «Черкизовская» (1990),
  - «Отрадное» (1991),
  - «Кожуховская» (1995),
  - «Люблино» (1996),
  - «Улица Академика Янгеля» (2000),
  - «Аннино» (2001),
  - «Строгино» (2008),
  - «Митино» (2009),
  - «Борисово» (2011),
  - «Шипиловская» (2011),
  - «Новокосино» (2012),
  - «Лермонтовский проспект» (2013),
  - «Лесопарковая» (2014),
  - «Гольяново» (планируется).
- Односводчатые станции «харьковского типа» с модификацией проекта (т.ж. «современного московского типа»):
  - «Перово» (1979),
  - «Крылатское» (1989),
  - «Алтуфьево» (1994),
  - «Зябликово» (2011),
  - «Алма-Атинская» (2012),
  - «Битцевский парк» (2014),
  - «Тропарёво» (2014),
  - «Физтех» (2023),
  - «Новомосковская» (2024).

### Нижний Новгород
- Односводчатые станции «харьковского типа»:
  - «Чкаловская» (1985),
  - «Ленинская» (1985),
  - «Парк культуры» (1989),
  - «Канавинская» (1993),
  - «Сенная» (строится).

### Новосибирск
- Односводчатые станции «харьковского типа»:
  - «Площадь Ленина» (1985),
  - «Площадь Маркса» (1991),
  - «Заельцовская» (1992),
  - «Берёзовая роща» (2005).

### Самара
- Односводчатые станции «харьковского типа»:
  - «Кировская» (1987),
  - «Победа» (1987),
  - «Театральная» (планируется).

### Екатеринбург
- Односводчатая станция «харьковского типа»: «Уралмаш» (1991).

### Казань
- Односводчатые станции «харьковского типа»:
  - «Кремлёвская» (2005),
  - «Горки» (2005),
  - «Яшьлек» (2013),
  - «Авиастроительная» (2013),
  - «Дубравная» (2018)

### Киев
- Односводчатые станции «харьковского типа»:
  - «Минская» (1982),
  - «Осокорки» (1992),
  - «Харьковская» (1994),
  - «Житомирская» (2003),
  - «Бориспольская» (2005),
  - «Васильковская» (2010),
  - «Выставочный центр» (2011),
  - «Теремки» (2013).
  - «Радужная» (строится).
  - «Бульвар Перова» (проектируется).
  - «Одесская» (планируется)

### Харьков
- Односводчатые станции «харьковского типа»:
  - «Турбоатом» (1975),
  - «Спортивная» (1975),
  - «Центральный рынок» (1975, позднее была усилена одним рядом колонн из-за тяжёлой гидрогеологической обстановки),
  - «Армейская» (1978),
  - «Тракторный завод» (1978),
  - «Киевская» (1984),
  - «Академика Павлова» (1986),
  - «Защитников Украины» (1995).

### Минск
- Односводчатые станции «харьковского типа»:
  - «Институт культуры» (1984),
  - «Парк Челюскинцев» (1984).
- Односводчатые станции «минского типа»:
  - «Площадь Ленина» (1984),
  - «Восток» (1986),
  - «Фрунзенская» (1990),
  - «Купаловская» (1990),
  - «Тракторный завод» (1990),
  - «Молодёжная» (1995),
  - «Петровщина» (2012).

### Ташкент
- Односводчатые станции «харьковского типа»:
  - «Чиланзар» (1977),
  - «Хамзы» (1977),
  - «Хамид Алимджан» (1980),
  - «Буюк Ипак йули» (1980),
  - «Узбекистанская» (1984),
  - «Дустлик» (1987),
  - «Чорсу» (1989),
  - «Беруни» (1991),
  - «Бадамзар» (2001).

### Тбилиси
- Односводчатая станция «харьковского типа»: «Делиси» (1979).

### Ереван
- Односводчатая станция «харьковского типа»: «Шенгавит» (1986).

### Баку
- Односводчатые станции «харьковского типа»:
  - «Азадлыг проспекти» (2009),
  - «Дарнагюль» (2011).

### Алма-Ата
- Односводчатая станция «харьковского типа» с боковым расположением платформ: «Алатау» (2011).

### Омск
- Односводчатые станции «харьковского типа» планировались на всех четырёх станциях пускового участка. На май 2021 года построена станция «Библиотека имени Пушкина», но законсервирована.

### Волгоград
- Односводчатые станции «харьковского типа»:
  - «Площадь Ленина» (1984),
  - «ТЮЗ» (2011).